# Katharina Struber

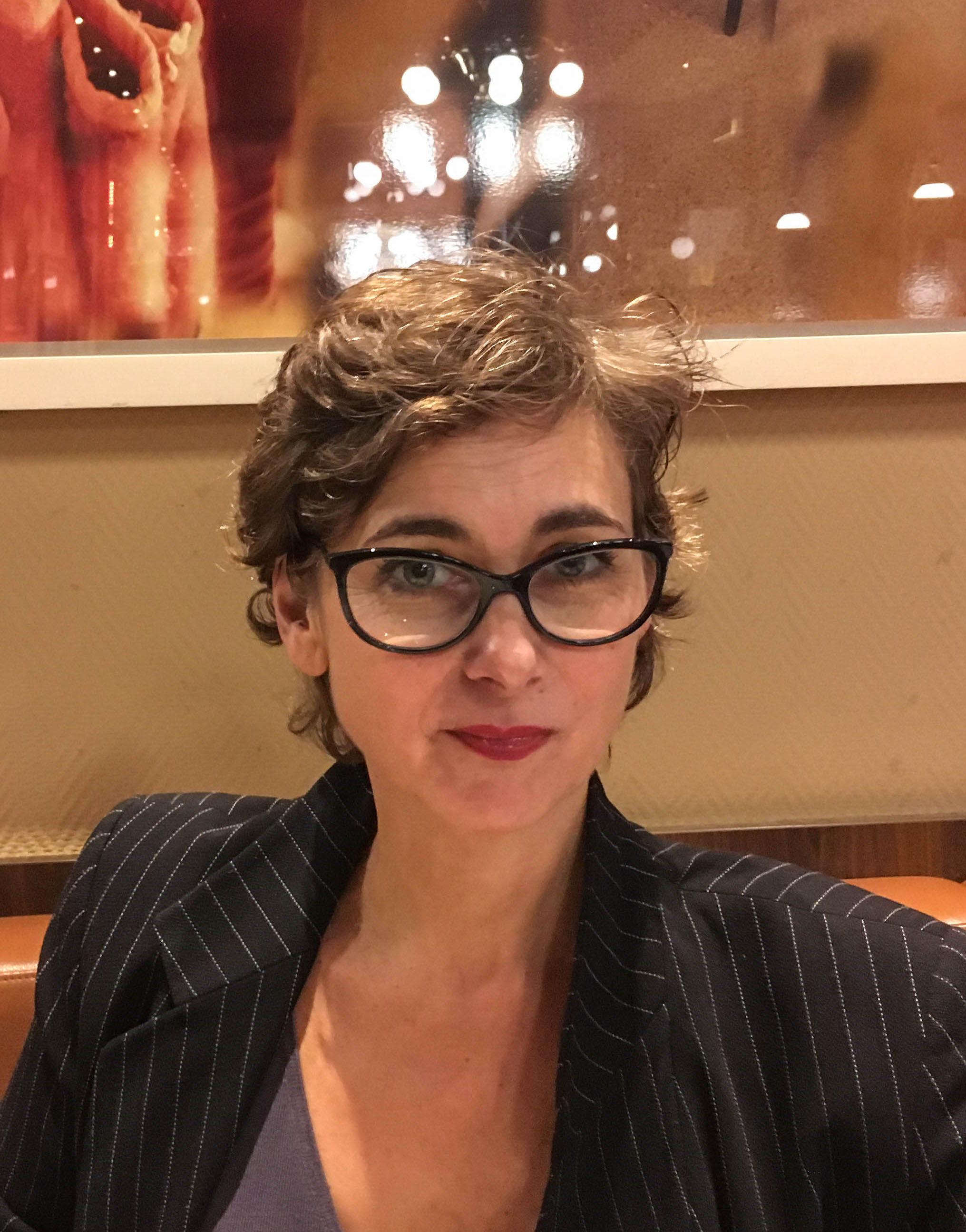
Katharina Struber in Wien 2018

Katharina Struber (* 5. April 1967 in Wien) ist eine österreichische bildende Künstlerin.

## Leben
Katharina Struber wuchs bei ihrer Mutter Christine Struber und ihrer Großmutter auf. Durch ihre Mutter und deren Freundschaften zu vielen, auch feministisch arbeitenden Künstlerinnen wie etwa Margot Pilz, war ihr Umfeld schon früh künstlerisch und feministisch geprägt. Von 1991 bis 1997 absolvierte sie ein Diplomstudium Objekt- und Produktgestaltung Metall zum Magister an der Hochschule für Gestaltung Linz (heute Universität für künstlerische und industrielle Gestaltung Linz) in der Meisterklasse Metall bei Helmuth Gsöllpointner und 1995 im Rahmen eines Auslandsstipendiums an der Kunstakademie Düsseldorf. Während dieser Zeit interessierte sie sich bereits für Architektur und Stadtplanung. Ihr Studium schloss sie mit Auszeichnung ab. In Folge konzentrierte sie sich auf Raum- oder Architekturbezogene Arbeiten, die sie mit unterschiedlichsten Medien realisierte. 1997 gründete sie mit Thomas Ochoa eine Künstlergruppe. Gefördert durch Arbeits- und Artist-in-Residence-Stipendien arbeitete sie in den Jahren 1998 bis 2008 unter anderem in Griechenland, China, Japan und Italien. Seit 2012 ist sie als Lektorin in der Abteilung für Zeichnen und Visuelle Sprachen am Institut für Kunst und Gestaltung der Technischen Universität Wien tätig. Sie ist Mitglied der Künstlervereinigung MAERZ, lebt und arbeitet in Wien.

### Auszeichnungen und Stipendien
1997 wurde sie mit dem Talentförderungspreis des Landes Oberösterreich, dem Kulturpreis der Stadt Linz und dem Kulturpreis des Landes Oberösterreich ausgezeichnet. 2007 war sie nominiert für den Kardinal-König-Kunstpreis. Im Jahr 2011 wurde sie mit dem erstmals vergebenen Gabriele-Heidecker-Frauenkunstpreis ausgezeichnet.
1998 erhielt sie ein Arbeitsstipendium des Bundesministeriums für Unterricht, Kunst und Kultur. Stipendien des Bundeskanzleramts-Sektion Kunst ermöglichten ihr 1999 für drei Monate die Arbeit als Artist in Residence im griechischen Rethymno und Chengdu in der VR China, 2000 im Rahmen des Künstleraustausches China/Chengdu – Österreich erneut in Chengdu, und 2003 im Bundesatelier Fujino in der japanischen Präfektur Kanagawa. Ihr Projekt Picture the Multitude wurde 2004 mit einem Arbeitsstipendium des Bundeskanzleramts-Sektion Kunst gefördert und 2006 durch das mit 6.550 Euro dotierte Margret-Bilger-Stipendium des Landes Oberösterreich, Institut für Kunst und Volkskultur, das oberösterreichische Künstlerinnen und Künstler bei der Ausarbeitung längerfristiger künstlerischer Projekte unterstützt. In der Auswahlbegründung heiß es, die Künstlerin verstehe es, „in ihren Ergebnissen eine hochwertige Schnittstelle von Dokumentation und Kunst zu erzeugen. Durch die fotografische Umsetzung schafft sie es, die Bildtradition mit neuen Medien fortzuführen und in neuen Medien weiterzuentwickeln“. 2008 erhielt sie durch das Bundesministerium für Unterricht, Kunst und Kultur ein Atelierstipendium in Rom.

### Lehrtätigkeit
Katharina Strube setzt sich mit raumprägenden gesellschaftlichen, historischen und politischen Aspekten in Bezug auf den öffentlichen Raum auseinander. In Vorlesungen und Vorträgen thematisiert sie Fragestellungen zur Erinnerungs- und Gedenkkultur und sozialen Prozessen im urbanen Raum. 2001 hielt sie eine Vortragsreihe und Workshops zu Kunst im öffentlichen Raum an der Südwest Jiaotong Universität (Jiao Tang Da Sue) in Chengdu und 2006 einen Gastvortrag zum Thema Bildhauerei und Transmedialer Raum an der Kunstuniversität Linz. 2008 stellte sie in dem Symposium verdecken|zeigen|entbergen in Zusammenarbeit mit dem Institut für Kunst und Gestaltung der TU Wien Theorieansätze und Praktiken einer kritischen Auseinandersetzung mit Sexarbeit und öffentlichem Raum vor. Das Symposium begleitete ihre temporäre Installation Lipstick Demands. Ebenfalls am Institut für Kunst und Gestaltung hielt sie 2010 die Vorlesung Common Ground. Bei der Tagung Grau in Grau! Ästhetisch-politische Praktiken der Erinnerungskultur 2017 an der Kunstuniversität Linz zu Zusammenhängen von Gestaltung, Ästhetik und Politik in der gegenwärtigen Erinnerungskultur in Europa hielt sie den Vortrag gegen genial gedenken. Über den Entstehungsprozess der Gedenkstätte Waldniel-Hostert.

## Künstlerisches Werk
Katharina Strubers Arbeiten beschäftigen sich mit dem urbanen Raum. Temporäre und permanente Werke schuf sie im öffentlichen Raum und öffentlich zugänglichen Gebäuden in Oberösterreich, Niederösterreich, Linz, Wien und Waldniel-Hostert. „Der Raum wird dabei nicht alleine für ästhetische Installationen beansprucht - sondern vielmehr dringt die Künstlerin in den Raum ein und bereitet gesellschaftspolitisch relevante Themen auf. […] regionale Fragestellungen, Ortsbezug und historische Recherche zählen zu den Grundlagen zur Entwicklung ihrer Konzepte. Genderspezifische Aspekte wie etwa die historische Entwicklung der Marginalisierung von Frauen spielen ebenso eine wichtige Rolle“. „Die hohe Qualität ihrer Arbeiten, der künstlerische Einsatz vielfältiger Medien und die gesellschaftskritische Themen- und Textauswahl (sie beschäftigt sich auch mit Fragen feministischer Kunstkonzepte und Kunstrezeption), machen Katharina Struber zu einer der interessantesten, zeitgenössischen Künstlerinnen.“
Daneben arbeitet sie seit 2003 an der Serie Picture the Multitude, deren einzelne Werke unter anderem in Tokio, Taipeh, Rom, Graz, Wien und Linz entstanden. Dazu macht sie Videoaufnahmen von Menschengruppen, die sich durch öffentliche Plätze und Räume bewegen. Die auf einem Stativ fixierte Videokamera tastet die Räume zeilenartig ab. Anschließend wählt sie aus diesen Aufnahmen Standbilder aus, „die sie schließlich in einem aufwändigen Prozess zu einem großformatigen Bild wieder zusammenfügt“.
Die gleiche Technik wendet sie in der Serie Common Practise an, deren Werke „kooperativekreative Prozesse, wie etwa Theater- und Orchesterproben oder kooperativ-sportliche Prozesse, wie das Training eines Wasserballteams“ künstlerisch aufgreifen. „Durch die Verschränkung von fotografischen mit filmischen Techniken entsteht eine Ästhetik, die von Zeitabläufen, Menschen und ihren Bewegungen geprägt ist“.

### Werke im öffentlichen Raum
- 2019: Siegerprojekt des Wettbewerbs Begräbnisstätte und Erinnerungsort auf dem Friedhof Altglienicke. Entwurf für die Neugestaltung einer Begräbnisstätte als Erinnerungsort für die Opfer aus Konzentrationslagern und Tötungsanstalten auf dem kommunalen Friedhof in Altglienicke (Umsetzung Ende 2019)[14]
- 2018: Urnengruft in Sierning[15]

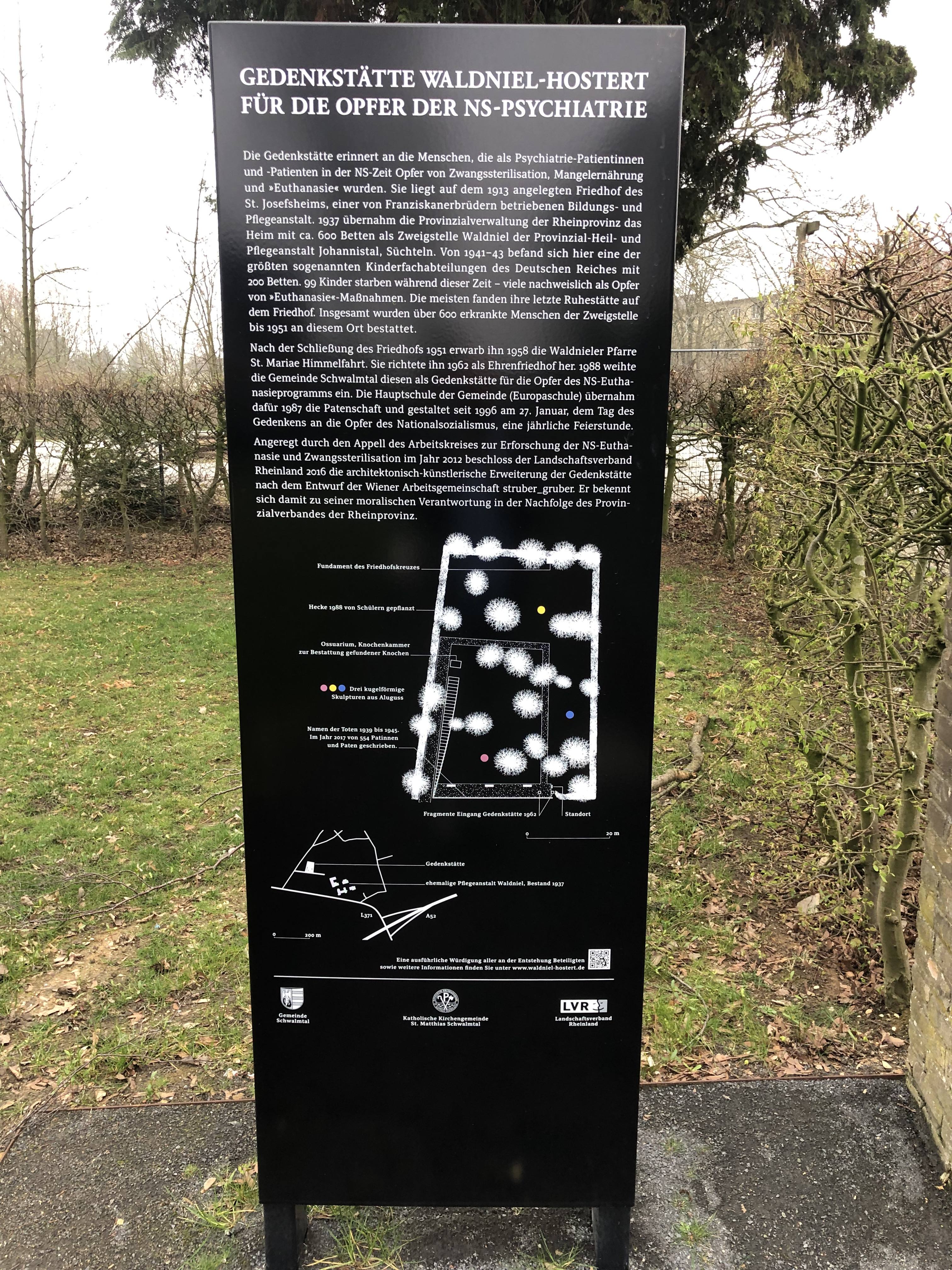
Übersicht
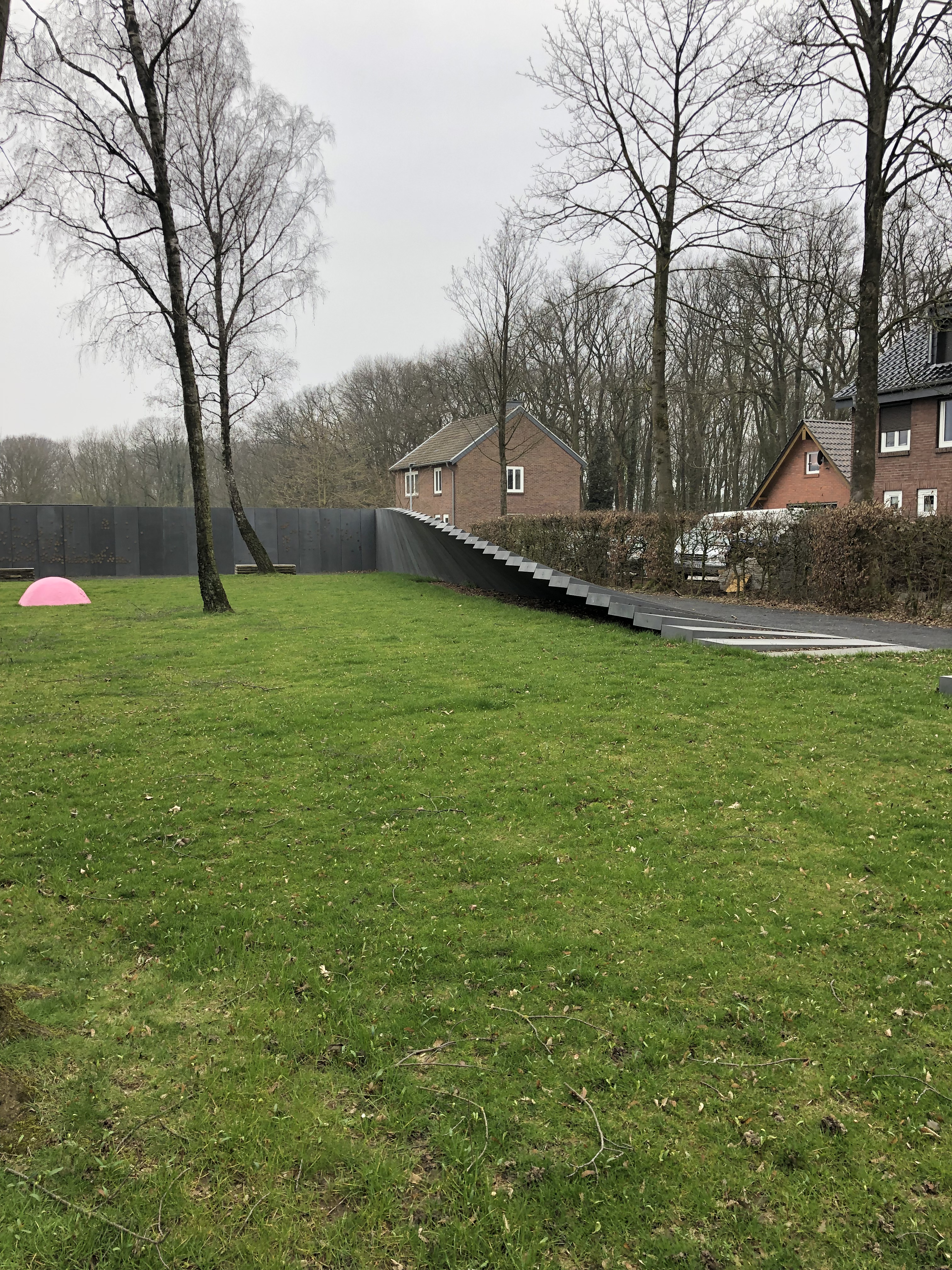
Blick auf die Gedenkmauer
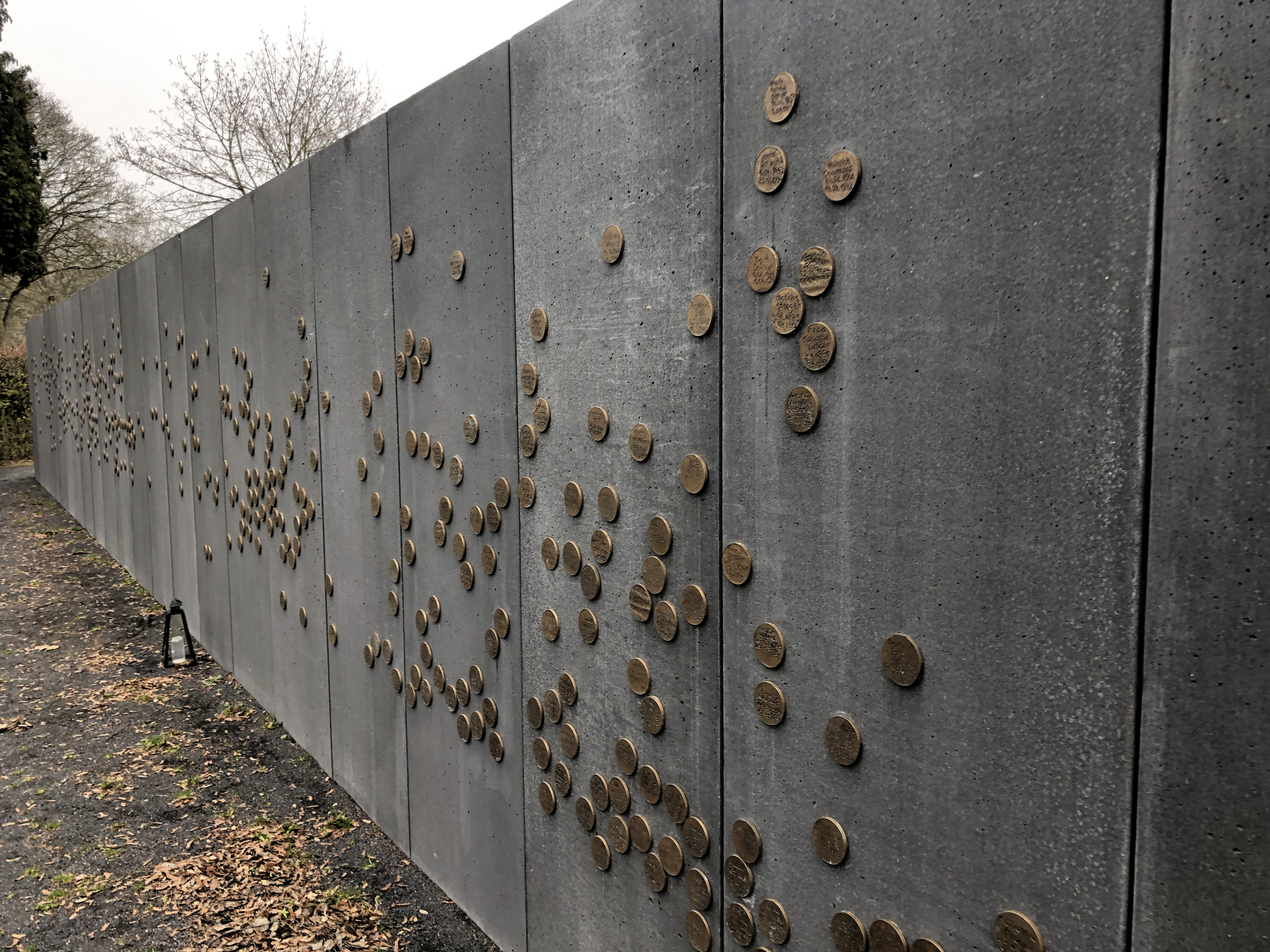
Gedenkplättchen mit den Namen der Toten
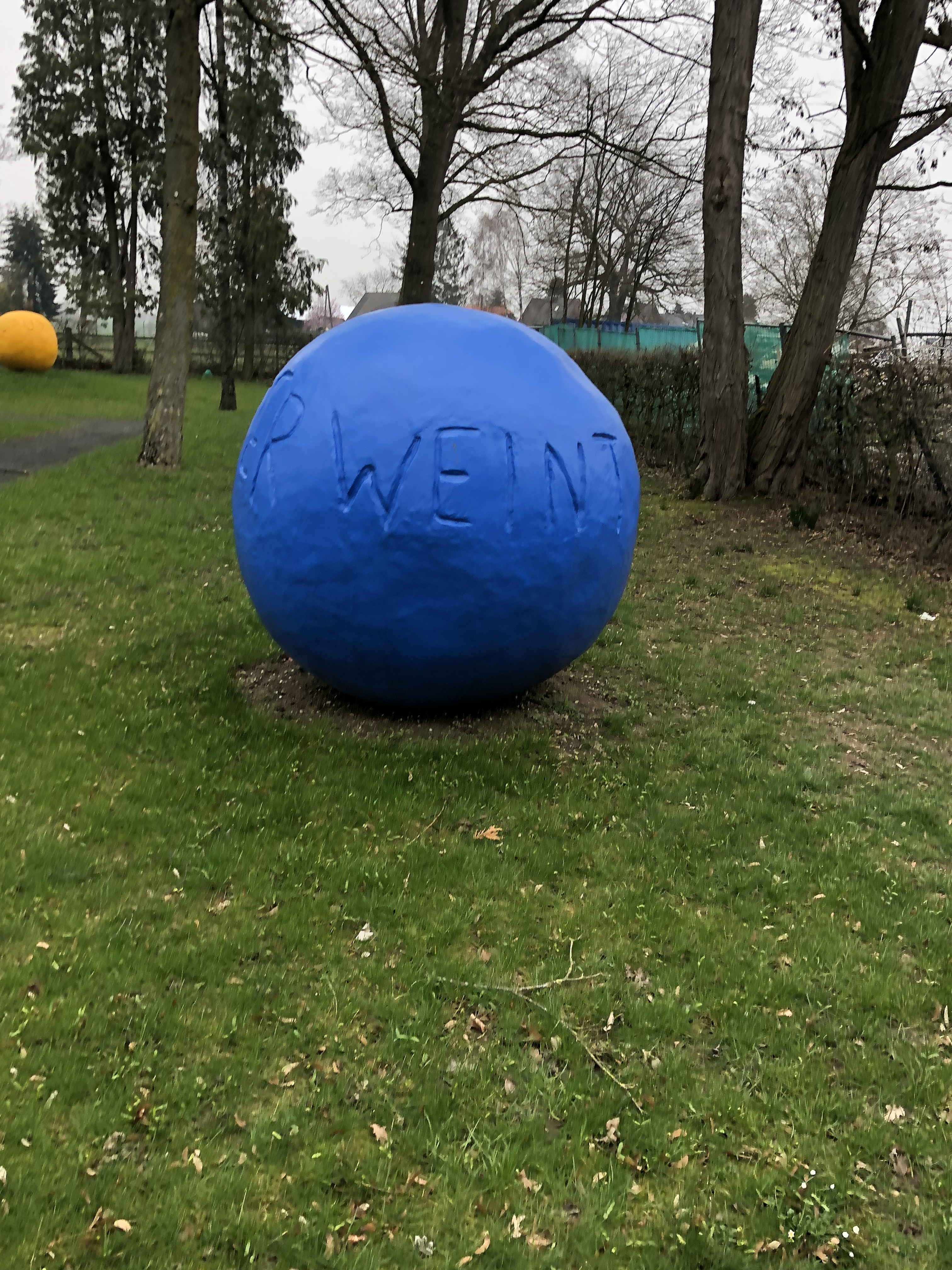
Kugelförmige Skulpturen aus Aluguss

- 2016 – 2018: Gedenkstätte Waldniel auf dem Gelände der ehemaligen Heil- und Pflegeanstalt Süchteln-Johannistal – Abteilung Waldniel, Waldniel-Hostert, heute Teil der Gemeinde Schwalmtal, Kreis Viersen im Auftrag des Landschaftsverband Rheinland. Von September 2016 bis April 2018 arbeiteten Katharina Struber und der Architekt Klaus Gruber an der Neugestaltung der Gedenkstätte. Dazu verlegten sie den Zugang des ehemaligen Anstaltsfriedhof, der sich nun durch eine sich neigende flacher werdende Wand dem Besucher öffnet. An der Wand sind von Paten handsignierte Metallplättchen mit den Namen der Opfer befestigt. Innerhalb des Areals befinden sich drei große, teils im Boden versinkende kugelförmige Skulpturen aus bunt lackiertem Aluguss mit einem Durchmesser bis zu 180 cm, deren abschließende Gestaltung mit Gips und eingravierter Schrift während eines integrativen Projektes mit der Europaschule Schwalmtal und dem Kunsthaus Kannen erfolgte. Durch die Einbindung von etwa 700 Beteiligten durch das gemeinsame Signieren und Gestalten der Kugeln eröffnet sich im Entstehungsprozess ein „sozialer Aspekt des Erinnerns“.[16][17]
- 2013: Siegerprojekt des Wettbewerbs Den Toten ihre Namen geben. Bislang nicht realisierter Entwurf für eine Gedenkstätte zur Erinnerung an die aus Österreich deportierten und im Vernichtungslager Maly Trostinez ermordeten Menschen.[18][19]
- 2011: Mittwoch 28.12.2011. Café Hummel, aus der Reihe Picture the Multitude.[20][2][21]

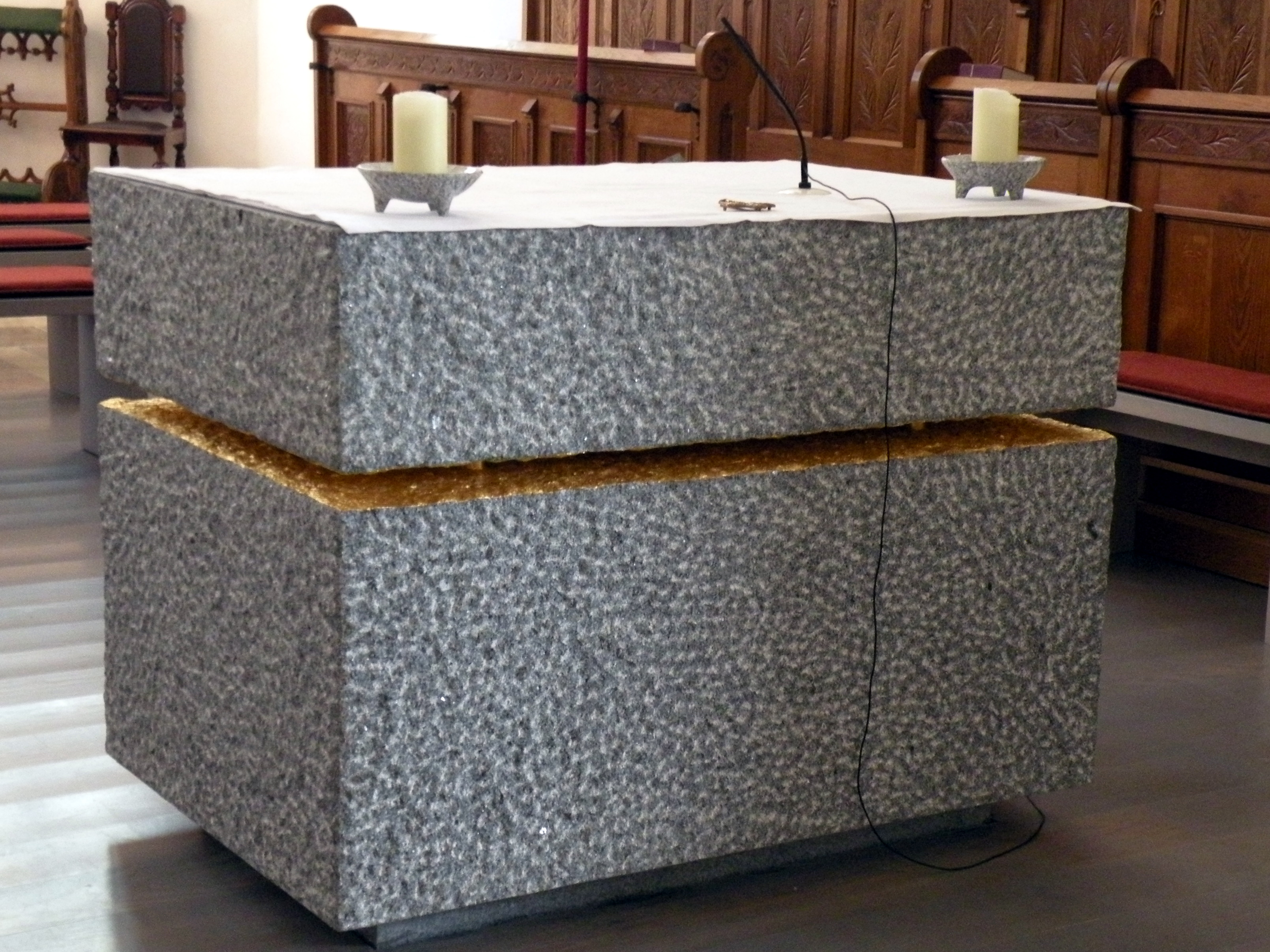
Altar in der Pfarrkirche Pergkirchen

- 2009: Transzendenz des Teilens. Altarraumgestaltung und Innengestaltung des Kirchenraums am Taufort, Pfarrkirche Pergkirchen, Pergkirchen.[22]
- 2008: Lipstick Demands. Temporäre Installation im Rahmen des zweiwöchigen Kunstfestivals SOHO in Ottakring, Blumberg Raum für Gestaltung, Wien, die mit großflächig rot verschlossenen Auslagenscheiben das Erscheinungsbild von Rotlichtlokalen aufgreift und die Forderungen von Sexarbeiterinnen nach klaren rechtlichen Rahmenbedingungen thematisiert. In Zusammenarbeit mit dem Institut für Kunst und Gestaltung der Technischen Universität Wien unter Leitung von Christine Hohenbüchler endete das Kunstprojekt mit einem dreitägigen Symposium.[7][23][24]
- 2007: Das Gastmahl. Kunst am Bau, Neuer Festsaal der Berufsschule für Gastgewerbe Altmünster. 20 Meter langes aus sieben Bildtafeln bestehendes Werk, das aus achttausend Standbildern eines im Festsaal aufgenommenen Videos zusammengesetzt ist. Gefilmt wurden die Lehrkräfte und Auszubildenden der Schule bei einem fünfgängigen Festessen. Das Bild zeigt „einen gedehnten Moment, einen Tisch, der aus vielen Augenblicken eines langen Festes zusammengefügt ist“.[25]
- 2004: Steinbruch St. Martin. Kammer für Arbeiter und Angestellte in Rohrbach in Oberösterreich
- 2003: Pfarrkirche Braunau-St. Franziskus, zusammen mit Ursula Witzany. Innenausgestaltung der Kirchenräume, Braunau am Inn[26]
- 2003: Rauschen und Kapelle, zusammen mit Ursula Witzany. Kunst am Bau, über zwei Geschoße reichende Kapellen- und Foyergestaltung, Seniorenheim Lenaupark, Linz
- 2000: Rosenkubus, zusammen mit Ursula Witzany. Kunst am Bau, Gestaltung des Innenhofs des Gebäudekomplexes mit einem neuen Marien-Andachtsort in Schloss Haus bei Wartberg ob der Aist. Im Zentrum des durch eine Grünfläche neu strukturierten Innenhofs befindet sich ein 3,50 m × 3,50 m großer betretbarer Glaskubus mit der historischen Madonnenstatue. Die in eine verzinkte Stahlkonstruktion eingebauten Glaswände sind mit, von den Bewohnerinnen des psychiatrischen Wohnheims erstellten, sandgestrahlten Zeichnungen von Frauengottheiten und Texten zu Maria versehen. Im Inneren des Kubus wachsen Kletterrosen.[22][27]
- 1999: Altarraumgestaltung, Weichstetten, Oberösterreich
- 1998: Tanzboden. Kunst im öffentlichen Raum, Maissau, Niederösterreich. Auf dem von Maissau nach Oberdürnbach führenden Gottfried-von-Einem-Weinwanderweg befinden sich mit gelber Straßenmarkierungsfarbe auf Asphalt aufgemalte Tanzschritte zu Kompositionen des Komponisten. Zusätzlich stattete Katharina Struber den Weg mit Tischen und Bänken aus. Die Abfolge der Schritte innerhalb der einzelnen Bodenornamentik ergibt nicht nur den jeweiligen Tanz, sondern auch eine von religiösen Bekenntnissen, Bitten und Segnungen inspirierte Buchstabenfolge. „Walzer“ befindet sich als fünf Meter langes Band entlang des Weges mit der Buchstabenfolge „Mein Leib“, gefolgt von den querliegenden Bändern „Polka“ mit „Scham und Glückseligkeit“ und „Neubayrischer“ mit „Bewahren Vergessen“. Den Abschluss an einer Wegkreuzung bildet der in Kreisform angelegte „Schottisch Hopser“ mit „Andere Himmel - Fremde Hölle“.[28]

Mehrere ihrer Werke befinden sich durch Ankäufe in öffentlichen Sammlungen, wie etwa die Bibliothek des Schweigens und Pluscity 20. Dez 2004 (Ankauf 1998 und 2009 durch die Stadt Linz), die Graphik St.Peter, 24 Stunden Shibuya und ein weiteres Werk (Ankauf 2000, 2004 und 2010 durch das Land Oberösterreich), Mai 1999 (Ankauf 2001 durch die Stadt Wien), 24 Stunden Shibuya (Ankauf 2003 durch das Bundeskanzleramt Abteilung Photographie Photosammlung Rupertinum) und UPC Kinowelt Sa.18. Dezember 2003 (Ankauf 2005 durch das Bundeskanzleramt Abteilung Bildende Kunst).

### Ausstellungen (Auswahl)
- 2024: They call me Mama. Raum- und Audioinstallation im Rahmen der Veranstaltungsreihe DonnaStage anlässlich des 100-jährigen Weihejubiläums des Linzer Mariendoms, mit fünf flexiblen pinkfarbenen Rohren, die von oben in mehreren Windungen durch den Kapellenkranz nach unten führen und durch die Besucher Texte zu Themen rund um Frauenrollen und Familienbilder anhören konnten.[30]
- 2021: Die Königinnen zogen Schwärme fort. Rauminstallation mit Papier und Bienenwachs, im Rahmen des Kunstprojektes „Höhenrausch“, das 2009 in Linz im Rahmen des Europäischen Kulturhauptstadtjahres initiiert wurde, Offenes Kulturhaus Oberösterreich, Linz[31]
- 2019: RSO –  WIEN. Funkhaus Wien
- 2017: Dichte Atmosphären. Großformatige Fotoarbeiten und Rauminstallationen, Atterseehalle, im Rahmen des Kunstfestivals „Perspektiven 2017“, Attersee am Attersee[32]
- 2017: Kunstprojekt zur Gedenkstätte Waldniel. Kunsthaus Kannen, Münster[33]
- 2016: Mi. 8. Mai 2014 Musiktheater Linz Fuckhead Performance. Musiktheater Linz[12]
- 2014: Ich und die Anderen. Schaufenster zur Sammlung VI. Gemeinschaftsausstellung, Museum der Moderne Salzburg[34]
- 2013: Hohe Dosis. Recherchen zum Fotografischen heute. Gemeinschaftsausstellung, Fotohof, Salzburg
- 2010: Wir leben und arbeiten in Wien. Brighten the Corners. Gemeinschaftsausstellung, Galerie Area 53, Wien
- 2010: Stop Motion. Gemeinschaftsausstellung, Kunstverein Paradigma, Linz
- 2009: Common History and Its Private Stories. Geschichte und Geschichten. Gemeinschaftsausstellung, MUSA Museum Startgalerie Artothek Wien[4]
- 2009: Looped Vittorio. Gemeinschaftsausstellung, Moerser Schloss, Moers
- 2009: Lipstick Demands. Im Rahmen des Projektes "Rebellinnen Linz 09", Linz
- 2008: Wege/Reisen. Gemeinschaftsausstellung, Museum der Moderne Salzburg, Salzburg
- 2008: scene: österreich – unterwegs sein. Gemeinschaftsausstellung, Kunstraum Düsseldorf,
- 2007: Picture the Multitude. Im Rahmen von Print – Internationale Grafiktriennale Krakau – Oldenburg – Wien
- 2007: Ankäufe der Stadt Linz. Gemeinschaftsausstellung, Stadtmuseum Nordico der Stadt Linz
- 2007: Destination By-Pass. Gemeinschaftsausstellung, Festival der Regionen, Kirchdorf an der Krems, Oberösterreich
- 2006: Österreichische Kunst im Berlaymont Gebäude. Gemeinschaftsausstellung, Brüssel, Belgien
- 2002: I believe in miracles. Raum-Video-Installation von Katharina Struber und Ursula Witzany im Rahmen von DIALOG 4: How big is the world / Wie gross ist die Welt. Gemeinschaftsausstellung, OK Offenes Kulturhaus Oberösterreich, Linz[35]
- 2000: Alles Schmuck. Gemeinschaftsausstellung, Museum für Gestaltung Zürich
- 1999: Basistage Linz. Gemeinschaftsausstellung, Galerie MAERZ, Linz
- 1998: hair of the dog. offspace, Wien
- 1998: Gotik in der zeitgenössischen Kunst. Gemeinschaftsausstellung, Landesgalerie Linz am Oberösterreichischen Landesmuseum
- 1998: Hybrid Factory. Gemeinschaftsausstellung, Alte Lederfabrik Linz, OK Offenes Kulturhaus Oberösterreich, Linz
- 1998: Stadt(t)räume. Gemeinschaftsausstellung, Szombathelyi Képtár, Ungarn
- 1998: Perimeter. Gemeinschaftsausstellung, Kunst im öffentlichen Raum, Waidhofen an der Ybbs, Niederösterreich
- 1998: Archiv X. Gemeinschaftsausstellung, OK Offenes Kulturhaus Oberösterreich, Linz
- 1996: U.topos – Das goldene Zeitalter. Rauminstallation, OK Offenes Kulturhaus Oberösterreich, Linz
- 1994: Netz Europa. Gruppenausstellung, Landesgalerie Linz am Oberösterreichischen Landesmuseum, Linz[4]

## Veröffentlichungen (Auswahl)
- Klaus Gruber, Katharina Struber: Erinnerung entsteht gemeinsam: Die Neugestaltung der Gedenkstätte Waldniel-Hostert. Mandelbaum Verlag, Wien 2019, ISBN 978-3854768333.
- Klaus Gruber, Katharina Struber: Ein Weg, den Toten ihre Namen zu geben. Entwurf für eine Gedenkstätte zur Erinnerung an die aus Österreich deportierten und in Maly Trostinec ermordeten Menschen. In: Erinnerungsorte in Bewegung: Zur Neugestaltung des Gedenkens an Orten nationalsozialistischer Verbrechen. Daniela Allmeier, Inge Manka, Peter Mörtenböck, Rudolf Scheuvens (Hrsg.), transcript Verlag, Bielefeld 2016, ISBN 978-3-8376-3059-6, S. 167–178
- Katharina Struber: U.topos. Das goldene Zeitalter. Katalog zur gleichnamigen Ausstellung. Schriftreihe OK Offenes Kulturhaus Band 19, Offenes Kulturhaus des Landes Oberösterreich (Hrsg.), Linz 1996, ISBN 3-85307-009-4.
- Netz Europa. Katalog zur gleichnamigen Gemeinschaftsausstellung. Helmuth Gsöllpointner (Hrsg.), 1994, S. 215